# The Return of Monte Cristo
The Return of Monte Cristo é um filme estadunidense, dirigido por Henry Levin e estrelado por Louis Hayward e Barbara Britton. Trata-se de uma continuação de O Conde de Monte Cristo (1934) e O Filho de Monte Cristo (1940). Foi lançado em 19 de dezembro de 1946, pela Columbia Pictures.

## Elenco
- Louis Hayward ...Dantes
- George Macready ...Henri de la Rouche
- Barbara Britton ...Angela Picard
- Una O'Connor ...Miss Beedle
- Henry Stephenson ...Prof. Duval
- Steven Geray ...Bombelles
- Ray Collins ...Emil Blanchard
- Ludwig Donath ...juiz Lafitte
- Ivan Triesault ...majorChavet
- Ethan Laidlaw ...Cabo Driver (sem créditos)